# Clarke Quay (metrostation)
Clarke Quay is een metrostation van de metro van Singapore aan de North East Line.